# Clarendon (tipo de letra)
Clarendon es una fuente tipográfica de tipo serif egipcio creada en Inglaterra por Robert Besley para Fann Street Foundry en 1845. Debido a su popularidad, Besley registró la tipografía bajo la Ley de Diseños Ornamentales de Gran Bretaña de 1842. La patente expiró tres años después. Clarendon es considerada la primera fuente tipográfica registrada, con sus matrices originales preservadas por Stephenson Blake y actualmente en el Type Museum de Londres. Fueron comercializadas por Stephenson Blake como Consort, aunque algunas variaciones adicionales (en negrita y cursiva) fueron añadidas en los años 1950.
Obtuvo su nombre a partir de la Clarendon Press en Oxford. La fuente fue trabajada nuevamente por Monotype en 1935. Fue revisada por Hermann Eidenbenz en 1953.
La fuente fue usada de manera extensa por el gobierno del Imperio alemán para las proclamaciones durante la Primera Guerra Mundial, y también era común en los pósteres de "se busca" en el viejo oeste.

## Uso actual
Clarendon era utilizada por el Servicio de Parques Nacionales de Estados Unidos en sus señales de tráfico, pero ha sido reemplazada por la fuente NPS Rawlinson Roadway. En 2008, la fuente fue utilizada extensamente por la cadena de restaurantes Ruby Tuesday en el relanzamiento de su identidad corporativa.
Clarendon también puede ser vista en los logotipos de empresas como Sony, Pitchfork Media, Wells Fargo, y el periódico español El País.

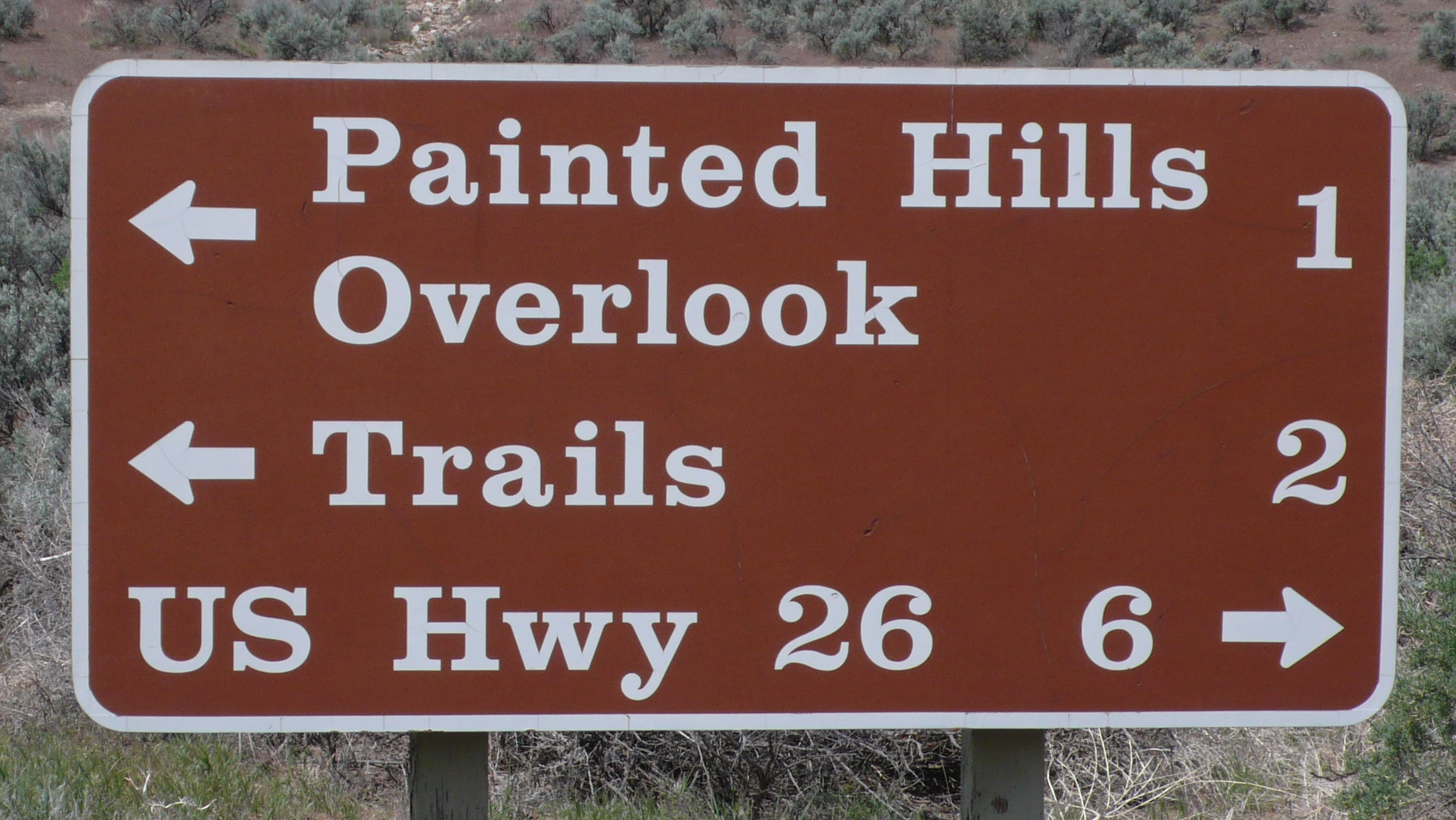
Clarendon Bold en un cartel del Servicio de Parques Nacionales.
Logotipo de El País.
Logotipo de Ruby Tuesday.
Logotipo de Sony.
Logotipo de Wells Fargo.